# Source (engine)

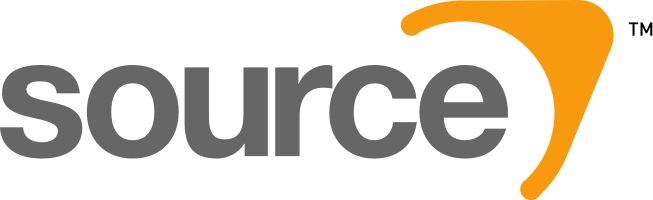
Logo

Source is een 3D-game-engine ontwikkeld door Valve Corporation. De engine ondersteunt Windows (32 bit en 64 bit), Xbox, Xbox 360, PlayStation 3, Mac OS X (sinds 2010) en Linux (sinds 2012).
De engine maakte zijn debuut in oktober 2004 met Counter-Strike: Source en kort daarna Half-Life 2. Andere spellen met de Source-engine zijn onder andere Counter-Strike: Global Offensive, Team Fortress 2, Left 4 Dead, Left 4 Dead 2, Day of Defeat: Source, Garry's Mod, Dark Messiah of Might and Magic, Portal, Portal 2, The Stanley Parable, Titanfall, Titanfall 2 en Apex Legends.

## Gebruik
De SDK-hulpmiddelen voor ontwikkelen met de engine zijn bekritiseerd als verouderd en moeilijk in gebruik, met name voor de texturen en het modelleren van personages. Valve's Hammer Editor, een hulpmiddel voor het creëren van een level of map, heeft een interface die niet is veranderd sinds de eerste uitgave voor GoldSrc en het oorspronkelijke Half-Life uit 1998.

## Technologie
1. Direct3D-rendering (vanaf Direct3D 6 tot en met 9 met Shader Model 3).
2. OpenGL ES op de PlayStation 3.
3. Dynamische belichting en schaduwen.
4. Alpha-to-dekking met randegalisatie voor gebladerte enz.
5. Belangrijke broncodetoegang voor modteams.
6. Netwerk- of internetverspreide kaartcompiler.

Verder zijn er vanaf 2005 enkele updates gekomen, met extra functionaliteit zoals:
1. dynamische belichting
2. full-screen bewegingsonscherpte
3. verhoogde details van gezichtsuitdrukkingen
4. hoger dynamisch bereik van het gezichtsveld

## Spellen in de engine
De volgende spellen werden gemaakt in een versie van de Source-engine.

### Valve
Valve gebruikte zijn eigen engine om de volgende spellen te maken.
- Half-Life 2 (2004)
- Half-Life 2: Deathmatch (2004)
- Half-Life: Source (2004)
- Counter-Strike: Source (2004)
- Day of Defeat: Source (2005)
- Half-Life 2: Lost Coast (2005)
- Half-Life Deathmatch: Source (2006)
- Half-Life 2: Episode One (2006)
- Half-Life 2: Episode Two (2007)
- Team Fortress 2 (2007)
- Portal (2007)
- Left 4 Dead (2008)
- Left 4 Dead 2 (2009)
- Alien Swarm (2010)
- Portal 2 (2011)
- Counter-Strike: Global Offensive (2012)

#### Source 2
- Dota 2 (2013) (oorspronkelijk in Source, in Source 2 hermaakt in 2015)
- The Lab (2016) (alleen Robot Repair; de overige spellen werden gemaakt met Unity)
- Artifact (2018)
- SteamVR Home
- SteamVR Performance Test (2016)
- Half-Life: Alyx (2020)
- Aperture Desk Job (2022)
- Counter-Strike 2 (2023)

### Spellen van andere ontwikkelaars
- Vampire: The Masquerade – Bloodlines (2004)
- Garry's Mod (2006)
- SiN Episodes (2006)
- Dark Messiah of Might and Magic (2006)
- The Ship (2006)
- Kuma\War (2006)
- Dystopia (2007)
- Insurgency: Modern Infantry Combat (2007)
- Zeno Clash (2009)
- NeoTokyo (2009)
- Bloody Good Time (2010)
- Vindictus (2010)
- E.Y.E.: Divine Cybermancy (2011)
- No More Room in Hell (2011)
- Nuclear Dawn (2011)
- Postal III (2011)
- Dino D-Day (2011)
- Dear Esther (2012)
- Black Mesa (2012)
- Tactical Intervention (2013)
- The Stanley Parable (2013)
- Blade Symphony (2014)
- Consortium (2014)
- Contagion (2014)
- Insurgency (2014)
- Titanfall (2014)
- Fistful of Frags (2014)
- Portal Stories: Mel (2015)
- The Beginner's Guide (2015)
- Infra (2016)
- Titanfall 2 (2016)
- Day of Infamy (2017)
- Apex Legends (2019)
- Military Conflict: Vietnam (2022)
- Treason (2023)